# Caterina di Schleswig-Holstein-Sonderburg-Beck
Principessa Caterina di Schleswig-Holstein-Sonderburg-Beck (23 febbraio 1750 – Berlino, 28 novembre 1811) è stata una nobildonna tedesca.

## Biografia
Era l'unica figlia del duca Pietro Augusto di Schleswig-Holstein-Sonderburg-Beck, e della sua seconda moglie, la contessa Natal'ja Nikolaevna Golovina. Suo padre apparteneva a un ramo della famiglia Schleswig-Holstein-Sonderburg, a sua volta ramo dalla dinastia Oldenburg. Attraverso suo fratello era una antenata del re Cristiano IX di Danimarca e di Marija Fëdorovna.
Sua madre era una pronipote ed erede del conte Fëdor Alekseevič Golovin.

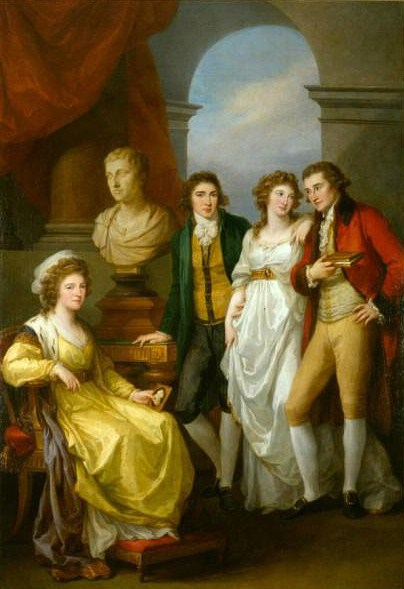
Ritratto della famiglia Barjatinskij, di Angelika Kauffmann, 1791.

Sposò, l'8 gennaio 1767 a Riga, il principe Ivan Sergeevič Barjatinskij. Ebbero due figli:
- Ivan Ivanovič (1767-1825);
- Anna Ivanovna (1772-1825), sposò il conte Nikolaj Aleksandrovič Tolstoj, ebbero quattro figli.

Dopo il matrimonio, Caterina brillava all'interno della società russa. È stata oggetto di pettegolezzi in quanto ebbe una relazione con Paolo I e con Andrej Kirillovič Razumovskij, che portò alla separazione dal marito.
Nel 1774 seguì il marito a Parigi, in quanto nominato ambasciatore, e assisti all'incoronazione di Luigi XVI. Secondo i pettegolezzi dell'epoca, a quell'epoca, Caterina era incinta di Razumovskij. 
Al suo ritorno in Russia, si creò, insieme alla moglie dell'ambasciatore di Spagna, una piccola corte. 
In seguito viaggiò molto. Visitò Paesi Bassi, Austria e Germania. Nel dicembre del 1790, lasciò la Francia rivoluzionaria, per trasferirsi a Roma. 
Morì il 28 novembre 1811 a Berlino.

## Ascendenza
|                                                                   |                              |                                                                  | Genitori                                                 |  |  | Nonni |  |  | Bisnonni                                                 |  |  | Trisnonni                                       |  |
|                                                                   |                              |                                                                  |                                                          |  |  |       |  |  | 8. August Philipp von Schleswig-Holstein-Sonderburg-Beck |  |  | 16. Alexander von Schleswig-Holstein-Sonderburg |  |
|                                                                   |                              |                                                                  |                                                          |  |  |       |  |  | 8. August Philipp von Schleswig-Holstein-Sonderburg-Beck |  |  | 16. Alexander von Schleswig-Holstein-Sonderburg |  |
|                                                                   |                              | 17. Dorothea von Schwarzburg-Sondershausen                       |                                                          |  |  |       |  |  | 8. August Philipp von Schleswig-Holstein-Sonderburg-Beck |  |  |                                                 |  |
| 4. Friedrich Ludwig von Schleswig-Holstein-Sonderburg-Beck        |                              |                                                                  |                                                          |  |  |       |  |  | 8. August Philipp von Schleswig-Holstein-Sonderburg-Beck |  |  |                                                 |  |
|                                                                   |                              | 9. Marie Sibylla von Nassau-Saarbrücken                          | 18. Wilhelm Ludwig von Nassau-Saarbrücken                |  |  |       |  |  |                                                          |  |  |                                                 |  |
|                                                                   |                              | 9. Marie Sibylla von Nassau-Saarbrücken                          | 18. Wilhelm Ludwig von Nassau-Saarbrücken                |  |  |       |  |  |                                                          |  |  |                                                 |  |
|                                                                   |                              | 9. Marie Sibylla von Nassau-Saarbrücken                          | 19. Anna Amalie von Baden-Durlach                        |  |  |       |  |  |                                                          |  |  |                                                 |  |
| 2. Peter August von Schleswig-Holstein-Sonderburg-Beck            |                              | 9. Marie Sibylla von Nassau-Saarbrücken                          |                                                          |  |  |       |  |  |                                                          |  |  |                                                 |  |
|                                                                   |                              | 10. Ernst Günther von Schleswig-Holstein-Sonderburg-Augustenburg | 20. Alexander von Schleswig-Holstein-Sonderburg (= 16)   |  |  |       |  |  |                                                          |  |  |                                                 |  |
|                                                                   |                              | 10. Ernst Günther von Schleswig-Holstein-Sonderburg-Augustenburg | 20. Alexander von Schleswig-Holstein-Sonderburg (= 16)   |  |  |       |  |  |                                                          |  |  |                                                 |  |
|                                                                   |                              | 10. Ernst Günther von Schleswig-Holstein-Sonderburg-Augustenburg | 21. Dorothea von Schwarzburg-Sondershausen (= 17)        |  |  |       |  |  |                                                          |  |  |                                                 |  |
| 5. Luise Charlotte von Schleswig-Holstein-Sonderburg-Augustenburg |                              | 10. Ernst Günther von Schleswig-Holstein-Sonderburg-Augustenburg |                                                          |  |  |       |  |  |                                                          |  |  |                                                 |  |
|                                                                   |                              | 11. Auguste von Schleswig-Holstein-Sonderburg-Glücksburg         | 22. Philipp von Schleswig-Holstein-Sonderburg-Glücksburg |  |  |       |  |  |                                                          |  |  |                                                 |  |
|                                                                   |                              | 11. Auguste von Schleswig-Holstein-Sonderburg-Glücksburg         | 22. Philipp von Schleswig-Holstein-Sonderburg-Glücksburg |  |  |       |  |  |                                                          |  |  |                                                 |  |
|                                                                   |                              | 11. Auguste von Schleswig-Holstein-Sonderburg-Glücksburg         | 23. Sophie Hedwig von Sachsen-Lauenburg                  |  |  |       |  |  |                                                          |  |  |                                                 |  |
| 1. Katharina von Schleswig-Holstein-Holstein-Beck                 |                              | 11. Auguste von Schleswig-Holstein-Sonderburg-Glücksburg         |                                                          |  |  |       |  |  |                                                          |  |  |                                                 |  |
|                                                                   | 12. Fëdor Alekseevič Golovin | 24. Aleksej Petrovič Golovin                                     |                                                          |  |  |       |  |  |                                                          |  |  |                                                 |  |
|                                                                   | 12. Fëdor Alekseevič Golovin | 24. Aleksej Petrovič Golovin                                     |                                                          |  |  |       |  |  |                                                          |  |  |                                                 |  |
|                                                                   | 12. Fëdor Alekseevič Golovin | 25. Petrovna Protasieva                                          |                                                          |  |  |       |  |  |                                                          |  |  |                                                 |  |
| 6. Nikolai Fëdorovič Golovin                                      | 12. Fëdor Alekseevič Golovin |                                                                  |                                                          |  |  |       |  |  |                                                          |  |  |                                                 |  |
|                                                                   |                              | 13. Ekaterina Petrovna Golovina                                  | …                                                        |  |  |       |  |  |                                                          |  |  |                                                 |  |
|                                                                   |                              | 13. Ekaterina Petrovna Golovina                                  | …                                                        |  |  |       |  |  |                                                          |  |  |                                                 |  |
|                                                                   |                              | 13. Ekaterina Petrovna Golovina                                  | …                                                        |  |  |       |  |  |                                                          |  |  |                                                 |  |
| 3. Natal'ja Nikolaevna Golovina                                   |                              | 13. Ekaterina Petrovna Golovina                                  |                                                          |  |  |       |  |  |                                                          |  |  |                                                 |  |
|                                                                   |                              | 14. Nikita Borisovich Pushkin                                    | 28. Boris Ivanovič Puskin                                |  |  |       |  |  |                                                          |  |  |                                                 |  |
|                                                                   |                              | 14. Nikita Borisovich Pushkin                                    | 28. Boris Ivanovič Puskin                                |  |  |       |  |  |                                                          |  |  |                                                 |  |
|                                                                   |                              | 14. Nikita Borisovich Pushkin                                    | …                                                        |  |  |       |  |  |                                                          |  |  |                                                 |  |
| 7. Sofia Nikitichnaya Pushkina                                    |                              | 14. Nikita Borisovich Pushkin                                    |                                                          |  |  |       |  |  |                                                          |  |  |                                                 |  |
|                                                                   |                              | 15. Akulina Grigorievna Kologrivova                              | 30. Grigory Aleksandrovič Kologrivov                     |  |  |       |  |  |                                                          |  |  |                                                 |  |
|                                                                   |                              | 15. Akulina Grigorievna Kologrivova                              | 30. Grigory Aleksandrovič Kologrivov                     |  |  |       |  |  |                                                          |  |  |                                                 |  |
|                                                                   |                              | 15. Akulina Grigorievna Kologrivova                              | …                                                        |  |  |       |  |  |                                                          |  |  |                                                 |  |
|                                                                   |                              | 15. Akulina Grigorievna Kologrivova                              |                                                          |  |  |       |  |  |                                                          |  |  |                                                 |  |